# Butot
Butot és un municipi francès situat al departament del Sena Marítim i a la regió de Normandia. L'any 2007 tenia 282 habitants.

## Demografia

### Població
El 2007 la població de fet de Butot era de 282 persones. Hi havia 97 famílies de les quals 12 eren unipersonals (4 homes vivint sols i 8 dones vivint soles), 28 parelles sense fills i 57 parelles amb fills.
La població ha evolucionat segons el següent gràfic:
Habitants censats

### Habitatges
El 2007 hi havia 100 habitatges, 96 eren l'habitatge principal de la família, 3 eren segones residències i 1 estava desocupat. Tots els 99 habitatges eren cases. Dels 96 habitatges principals, 86 estaven ocupats pels seus propietaris i 10 estaven llogats i ocupats pels llogaters; 2 tenien una cambra, 10 en tenien tres, 16 en tenien quatre i 68 en tenien cinc o més. 71 habitatges disposaven pel capbaix d'una plaça de pàrquing. A 20 habitatges hi havia un automòbil i a 67 n'hi havia dos o més.

### Piràmide de població
La piràmide de població per edats i sexe el 2009 era:
| Homes | Edats   | Dones |
| ----- | ------- | ----- |
| 0     | 95 o +  | 0     |
| 0     | 90 a 94 | 0     |
| 4     | 85 a 89 | 0     |
| 0     | 80 a 84 | 0     |
| 0     | 75 a 79 | 0     |
| 4     | 70 a 74 | 4     |
| 12    | 65 a 69 | 8     |
| 4     | 60 a 64 | 4     |
| 0     | 55 a 59 | 8     |
| 12    | 50 a 54 | 4     |
| 8     | 45 a 49 | 8     |
| 12    | 40 a 44 | 4     |
| 24    | 35 a 39 | 8     |
| 8     | 30 a 34 | 16    |
| 8     | 25 a 29 | 16    |
| 4     | 20 a 24 | 0     |
| 8     | 15 a 19 | 0     |
| 4     | 10 a 14 | 8     |
| 8     | 5 a 9   | 8     |
| 24    | 0 a 4   | 4     |

## Economia
El 2007 la població en edat de treballar era de 183 persones, 139 eren actives i 44 eren inactives. De les 139 persones actives 128 estaven ocupades (73 homes i 55 dones) i 11 estaven aturades (5 homes i 6 dones). De les 44 persones inactives 12 estaven jubilades, 23 estaven estudiant i 9 estaven classificades com a «altres inactius».

### Ingressos
El 2009 a Butot hi havia 98 unitats fiscals que integraven 285 persones, la mediana anual d'ingressos fiscals per persona era de 19.680 €.

### Activitats econòmiques
Dels 5 establiments que hi havia el 2007, 1 era d'una empresa d'informació i comunicació, 1 d'una empresa financera i 3 d'empreses de serveis.
L'any 2000 a Butot hi havia 13 explotacions agrícoles que ocupaven un total de 544 hectàrees.

## Poblacions més properes
El següent diagrama mostra les poblacions més properes.